# 公孫軌
公孫軌（391年—441年），字元慶，北魏军事人物，燕郡广阳县（今北京市房山区）人，公孫表的次子。

## 生平
他自幼以文采闻名，魏明元帝时被任命为中书郎。参加征战，担任諸軍司馬。
魏太武帝时，兼任大鸿胪，担任使者，册封氐王楊玄为南秦王。他进入了氐王的领地，责备楊玄没有亲自来迎他。回国后担任尚書，被封为燕郡公，加平南将軍。太武帝平定赫连昌时，北魏将领进入夏国的府库，将所有财宝都掠夺一空，唯独公孫軌没去拿。太武帝赏金公孫軌，以表彰他的廉潔。
太武帝北伐时，公孫軌被派往雍州征用毛驢运粮。公孫軌从每头驴的主人那里多收了一匹絹。人们开玩笑说：“驴无强弱，辅脊自壮。”
南朝宋将军到彦之遣部将姚聳夫到济河攻打冶坂。魏太武帝为阻止宋军进一步北进，派公孫軌驻扎在壶关。上党郡丁零叛乱，公孫軌奉命镇压叛乱。公孫軌收受贿赂，放任上党叛军。丁零渠帅辱骂公孫軌时，公孫軌抓住他的母亲，用长矛刺入她的陰部，将她杀死，然后将其肢解，挂在树上，说：“何以生此逆子？”后来，他出任为虎牢鎮将。公孫軌一个人去州里赴任，回来时带着一百辆车，满载物品。
441年，公孫軌去世。享年五十一岁。公孫軌死后，太武帝才知道他本性贪婪残忍。太武帝说道：“公孫軌幸亏死得早。如果他今天还活着，我一定杀了他全家。”

## 家庭

### 夫人
- 渤海封氏

### 子女
- 公孫斌（燕郡公、内都大官）
- 公孫叡（字文叔，陽平公、南部尚書）